# ضریب انتقال
ضریب انتقال در فیزیک و مهندسی برق در انتشار موج و در ناپیوستگی‌های محیط انتقال مطرح می‌شود. ضریب انتقال مشخص‌کنندهٔ دامنه، شدت یا توان کلِ یک موج انتقالی نسبت به موج پیشامد است.

یک موج الکترومغناطیسی (یا هر موج دیگری) که هنگام گذر از محیطی به محیط دیگر دچار بازتاب جزئی و انتقال جزئی شده ‌است.

در حوزه‌های مختلف تعریف‌های گوناگونی از این عبارت وجود دارد.

## بررسی اجمالی
ضریب انتقال برای کابردهای مختلف تعاریف متفاوتی دارد اما همه آنها در مفهوم بسیار مشابه هستند. برای مثال در شیمی ضریب انتقال به واکنش شیمیایی برای غلبه بر یک مانع بالقوه اشاره دارد. در اپتیک و مخابرات، دامنه موجی است که از طریق یک رسانه یا هادی به موج فرودی منتقل می شود. در مکانیک کوانتومی هم برای توصیف رفتار امواجی که بر روی یک مانع برخورد می کنند، به روشی مشابه اپتیک و مخابرات استفاده می‌شود.
اگرچه از نظر مفهومی یکسان است، اما جزئیات در هر زمینه متفاوت است و در برخی موارد اصطلاحات قیاس دقیقی نیستند. 

## نورشناسی
در نورشناسی انتقال‌دهی خاصیتی از ماده‌است که به نور اجازهٔ گذر می‌دهد. چنین ماده‌ای نور پیشامد را جذب نمی‌کند یا تنها بخشی از آن را جذب می‌کند. اگر بخشی از نور توسط ماده جذب شود، آنگاه نور انتقالی ترکیبی از طول موجهای نور اصلی خواهد بود که جذب نشده‌اند. برای نمونه، یک پالایهٔ نور آبی‌رنگ به این خاطر آبی به نظر می‌رسد که طول موج‌های قرمز و سبز را جذب می‌کند. اگر نور سفید را از داخل پالایه عبور دهیم، نور انتقالی به دلیل جذب شدن طول موج‌های سبز و قرمز، آبی به چشم می‌آید.
ضریب انتقال در اینجا مشخص‌کنندهٔ میزان موج الکترومغناطیسی‌ای (نوری) است که از سطح یا عنصر نوری عبور می‌کند. ضریب‌های انتقال را می‌توان هم برای دامنه و هم برای شدت موج محاسبه کرد. هر دوی اینها با محاسبهٔ نسبت مقدار این کمیت‌ها پس از گذر از سطح به مقدار این کمیت‌ها پیش از گذر از سطح به‌دست می‌آیند.

## مکانیک کوانتوم
در مکانیک کوانتمِ غیر نسبیتی، ضریب انتقال و ضریب بازتاب برای شرح‌دادن رفتار موج‌های پیشامد در برخورد به موانع به کار می‌رود.

## مخابرات
در مخابرات، ضریب انتقال به نسبت دامنهٔ موج مختلط انتقالی به دامنهٔ موج پیشامد در ناپیوستگی خط انتقال گفته می‌شود.
همچنین گاهی به احتمال اینکه بخشی از یک سامانهٔ مخابراتی مانند خط، مدار، کانال مخابراتی، یا ترانک، بتواند خواسته‌های کاری مورد نظر را برآورده سازد «ضریب انتقال» گفته می‌شود. مقدار ضریب انتقال با کیفیت خط، مدار، کانال مخابراتی یا ترانک رابطهٔ معکوس دارد.
موجی را در نظر بگیرید که از طریق یک خط انتقال با یک پله امپدانس از ZA به ZB عبور می کند. هنگامی که موج از مرحله امپدانس عبور می کند، بخشی از موج {\displaystyle \daleth }گاما به منبع منعکس می شود. از آنجایی که ولتاژ روی یک خط انتقال همیشه مجموع امواج رو به جلو و منعکس شده در آن نقطه است، اگر دامنه موج فرودی 1 باشد و موج منعکس شده {\displaystyle \daleth } باشد، دامنه موج جلو باید مجموع دو موج باشد. یا 1+{\displaystyle \daleth }. 

## شیمی
ضریب انتقال در شیمی از جمله در معادلهٔ ایرینگ نیز به کار می‌رود.